# Operazione Grifo

SPAD VII appartenuto alla MOVM Fulco Ruffo di Calabria, fotografato al Museo Storico dell'Aeronautica di Vigna di Valle.

Con il termine Operazione Grifo si intende un progetto italiano di restauro di un aeroplano storico, lo Spad VII del museo Francesco Baracca di Lugo di Romagna.

## Il restauro
All'inizio del 1988, il GAVS Torino effettuò un sopralluogo presso l'allora sede del museo Francesco Baracca, all'interno della Rocca di Lugo di Romagna, per verificare lo stato di conservazione del biplano da caccia Spad VII ivi conservato; il museo era chiuso al pubblico per il successivo trasferimento presso la casa natale di Francesco Baracca.
A seguito del consenso del Comune di Lugo dato lo stato di necessità per il restauro del velivolo, uno dei più importanti cimeli aeronautici presenti in Italia ed ormai bisognoso di un intervento conservativo, istruì la complessa pratica necessaria a consentire l'inizio dell'attività del GAVS Torino su un manufatto considerato "bene culturale".
Il GAVS sezione di Torino, con il supporto della Società FIAR di Milano, leader del settore avionico, si crearono le condizioni per lanciare il programma di restauro dello Spad VII, denominato Operazione Grifo dal nome dell'animale mitologico simbolo della 91ª Squadriglia Baracca nonché emblema aziendale della FIAR.
Nel marzo del 1990, il GAVS Torino smontò lo Spad VII che venne immediatamente trasferito in un'area dedicata messa a disposizione dallo sponsor presso il suo stabilimento di Baranzate di Bollate. Qui l'aereo venne completamente disallestito ed ogni minima parte venne sottoposta agli interventi del caso: pulizia, riparazioni alle strutture ed ai rivestimenti, ricostruzione di parti mancanti, riverniciatura. Il restauro dell'elica fu svolto dal GAVS Alessandria. Durante la rimozione delle incrostazioni di olio dal motore, fu scoperto un proiettile deformato dall'impatto ed incastrato tra la camicia di un cilindro ed un dado di fissaggio.
La società Michelin fornì due fedeli ruote complete di pneumatici, fedeli repliche di quelle originali. Alla fine del luglio 1990, dopo 3000 ore di lavoro da parte del GAVS Torino, il restauro poteva dirsi concluso, essendo stato restituito all'aereo l'aspetto esteriore che esso presentava durante il suo servizio operativo con la 91ª Squadriglia.

## Presentazione al pubblico
Lo Spad VII venne presentato alla stampa ed alle autorità il 15 e 16 settembre 1990, nel contesto di una suggestiva manifestazione presso lo stabilimento FIAR di Baranzate di Bollate. La collaborazione tra il GAVS Torino ed il Comune di Lugo è proseguita nel 1991 con l'esposizione al pubblico dello Spad VII nell'ambito della mostra internazionale "Restauro 91" a Ferrara, nel 1993 con l'allestimento della nuova sede del Museo Francesco Baracca e nel 1995 con la fornitura di un contagiri Jaeger originale di cui il velivolo era privo.